# بيونغسونغ
بيونغسونغ (평성 ،لفظ كوري: ‎[pʰjʌŋsʰʌŋ]‏) هي مدينة تقع في غرب كوريا الشمالية، وهي عاصمة مقاطعة بيونغان الجنوبية، تقع المدينة على بعد 32 كيلومتر في الإتجاه الشمالي الشرقي عن عاصمة كوريا الشمالية بيونغيانغ، وتم تأسيس المدينة رسمياً في ديسمبر 1969. ويبلغ عدد سكانها 284,386 نسمة . 

## النقل
تحتوي بيونغسونغ على محطتان تقعان على خط بيونغرا التابع للخطوط الحديدية الكورية.

## التعليم
تم تأسيس المدينة بهدف جَعلها تتمركز كَمَدينة رائدة في القطاعين العلمي والتقَني،  بيونغسونغ-سي يعد موقع لعدة كليات وجامعات ومراكز أبحاث: 
- جامعة بيونغسونغ  للعلوم - تحتوي على قسم فيزياء نووية ذو سمعة رائدة، يحوي على الباحثين المُساهمين في البرنامج النووي لكوريا الشمالية. [4]
- جامعة بيونغسونغ للطب: تُعد أحد المعاهد التعليمية لمُمارسة الطب.
- معهد بحوث علوم الفضاء.